# Efrén López Sanz
Efrén López Sanz (Manises, 9 de juliol de 1972) és un multiinstrumentista, compositor i productor valencià, especialitzat en música antiga. N'és interpret de diversos instruments com la guitarra, el llaüt, la viola de roda, el busuki, la mandolina i el rabab.
Encara que primerament va començar tocant en grups de rock, prompte va començar a interesar-se per la música antiga i tradicional. L'any 1998 va formar el grup de folk i música antiga en català L'Ham de Foc, amb el que van publicar 3 discos. N'ha format part de diversos agrupaments de música medieval, serfardí i mediterrània, com Trio Petrakis López Chemirani, Cabra, Evo, Cendraires, Aman Aman, la Banda de l’Agredolç (amb Eduard Navarro Giménez), Sabir i L'Ham de Foc. També n'ha col·laborat amb altres artistes de la música antiga i d'arrel d'Europa, l'Orient Mitjà, Afganistan i India: Jordi Savall, Ross Daly, Stelios Petrakis, Kelly Thoma, Keyvan Chemirani, Katerina Papadopoulou, Derya Türkan, Dilek Türkan, Göksel Baktagir, Sima Bina, Zohar Fresco, Michalis Kouloumis, Azam Ali, Paloma Gutiérrez del Arroyo, Arianna Savall, Eléonore Fourniau, Sylvain Barou, Slobodan Truklja & Balkanopolis, Waed Bou Hassoun, Rocío Márquez, Carles Dénia, María del Mar Bonet, Lamia Yared, Capella de Ministrers, Oni Wytars, Yasamin Shahhosseini, Daud Khan, Parvathy Baul, Fernando Barroso, Germán Díaz, Arto Tunçboyacıyan, Michel Godard, Ali Bahrami Fard, Ziya Tabasian, Nilgün Aksoy, Ertan Tekin, Veka Aler, Arslan Hazreti, Ali Tekbaş, Siamak Aghaei, Pedram Khavarzamini, Kourosh Ghazvineh, Bashir Faramarzi, E.A.R., 3,14, Elena Ledda, Marianna Sangita Røe, Sofia Labropoulou, Spyridoula Baka, Noma Omran, Murat Aydemir, Ibon Koteron, Iraide Ansorena, Khami, Vassilis Stavrakakis, Zohreh Jooya, Núria Rovira Salat, Al Tall, El Pantorrillas, El Botifarra, Miquel Gil, Josep Aparici “Apa”, Faun, Al Firdaus, InTactvs, Eloqventia, Cabra, Armand Amar, Minco Eggersman, Sandra Sangiao, Trondheim Jazzorkester, Maya Fridman, Filiz İlkay o Baptiste Bailly.
Amb totes aquestes formacions ha ofert concerts en alguns dels festivals més prestigiosos d'Europa, Nord d'Àfrica, Amèriques del Nord i del Sud, Orient Mitjà, Xina i subcontinent indi, participant en l'enregistrament de més de 120 àlbums. En la seua vessant d'enginyer de so, arranjador i/o productor ha treballat per a Ross Daly, L'Ham de Foc, Kelly Thoma, Petrakis·Lopez·Chemirani, Katerina Papadopoulou, Stelios Petrakis, Evo, Cabra, Araz Salek, Milo ke Mandarini, InTactvs, Sangre de Muerdago, Ziya Tabassian, Atlas, Necati Çelik, Sadreddin Özcimi, Aman Aman, La Violondrina, Loxandra, Eduard Navarro o Sabir. Ha enregistrat o actuat per als canals de televisió TVE-2, TV3, Canal 33, Antena 3, Canal 9, Televisió Nacional de Puerto Rico, Ràdio-Televisió Grega ERT, Televisió Nacional Croata, RIK TV de Xipre. I ràdio: BBC, BBC Persian, RNE-Ràdio 3, Deustchland Funk, WDR3 Ràdio Alemanya, Ràdio Televisió de Suïssa, Burç FM (Istanbul, Turquia), Catalunya Ràdio, Canal 9 Ràdio. A banda de la seua activitat com a intèrpret, les seues obres inclouen música per a: · Ópera: Deutsche Oper Berlin i Opéra de Montpellier, “Negar” de Keyvan Chemirani, dirigida per Marieeve Signeyrol) · Bandes sonores per a cinema (“30 monedas”, d'Álex de la Iglesia, “Sima's song” de Roya Sadat) · Enregistraments per a compositors: Armand Amar, Minco Eggersman, Roque Baños i Joan Cerveró · Documentals (“Renaixem”, "Savis de l'horta" i "Llum mudèjar", de David Segarra, “Predela del Centenar de La Paloma”, de Rubén Soler), “Linakatam” (TVE 2) · Llibreries de so: “Era” i “Ancient Persia”, d'Eduardo Tarilonte · Teatre i dansa de carrer: “Tirant i Carmesina“ i “Olea“, de Visitants Teatre, · Teatre de titelles: “Malaventura“, d'Empar Agramunt · Dansa: Miriam Peretz, “Roda”, de Sara Cano, “Lamento di tristano” de Toni Aparisi, “Cancionero de Palacio” d'Àlex Rigola, “Amán” de Joan Cerveró · Sessions com a músic d'estudi per a grups de pop: Manolo García, Seguridad Social, Presuntos Implicados, Ana Torroja, Chamnbao, Soledad Jiménez · Publicitat: Moleiro Editor, Las muñecas de Famosa, Bancaixa  
Com a professor ha ofert tallers sobre música medieval, tradicional, modal i enginyeria de so a: Berklee College of Music a València Labyrinth Music Workshop en Creta (Grècia) Labyrinth Catalunya Labyrinth Online ESMUC (Barcelona) Ateliers d'Ethnomusicologie (Ginebra, Suïssa) Ruhnu Fiddle Festival (Estònia) Foundation Royaumont (França) Persian School of Music (Malmö, Suècia) Malmö Academy of Music (Suècia) Halsway Manor National Center for Folk Arts (Regne Unit) Norges Musikkhøgskole (Oslo, Noruega) RØD camp (Hobro, Dinamarca) IIMM, Institut International des Musiques du Monde (Aubagne, França) Associació de música modal Drom (Brest, Bretanya, França) Mirabilia (Cuenca) Conservatori Superior (València) Fürstenecker Bordunale (Alemanya) Nürnberger Borduntage (Alemanya) Stichting Draailier & Doedelzak (Països Baixos) Reykjavik Conservatoire (Islàndia) Nicosia (Xipre) Müzik Köyü (Turquia) Gitarkonferansen Festival (Oslo, Noruega) Wan Kültür Merkezi (Kurdistan, Turquia) Festival What Is Music? (Frías,  Espanya) Music Village (Aghios Lavrentios, Grècia) Asociación Ibérica de la Zanfona (Espanya) Seyir Muzik (Brussel·les, Bèlgica) Escola de zanfona de Redondela (Galícia) Escola de bailes tradicional do Carballiño (Galícia) Zona da Zanfona (Galícia) Bruz (França) Fengaros Festival (Xipre) Projecto Cardo (Portugal) La Vendée (França) Khatawat Center (Forli, Itàlia) Sintra (Portugal) 